# Гендрік Шталь
Гендрік Шталь (нім. Hendrik Stahl; 24 липня 1921, Копенгаген — 25 січня 2004) — німецький льотчик-ас штурмової авіації, гауптман люфтваффе вермахту, майор люфтваффе бундесверу. Кавалер Лицарського хреста Залізного хреста з дубовим листям.

## Біографія
Син торговця. Після закінчення авіаційного училища в листопаді 1940 року зарахований в 2-у ескадру пікіруючих бомбардувальників. Перший бойовий виліт здійснив у квітні 1941 року під час Балканської кампанії. В травні 1941 року, під час боїв у районі Криту, потопив 1 британський есмінець в групі та ще 1 особисто. З червня 1941 року брав участь в Німецько-радянській війні, під час якої протягом півтора роки знищив 66 танків, 74 вантажівки, 25 зенітних та артилерійських гармат, 4 реактивні установки, склад з боєприпасами, 4 понтонні мости, а також збив 3 радянські літаки. Воював у складі 8-ї ескадрильї своєї ескадри. З 22 січня по 12 лютого 1945 року виконував обов'язки командира 3-ї групи 2-ї ескадри підтримки сухопутних військ. Всього за час бойових дій здійснив понад 1200 бойових вильотів. В 1956 році вступив на службу у ВПС ФРН. 31 серпня 1959 року вийшов у відставку.

## Нагороди
- Нагрудний знак пілота
- Залізний хрест
  - 2-го класу (8 травня 1941)
  - 1-го класу (31 липня 1941)
- Почесний Кубок Люфтваффе (20 жовтня 1941)
- Німецький хрест в золоті (2 грудня 1941)
- Лицарський хрест Залізного хреста з дубовим листям
  - лицарський хрест (23 грудня 1942)
  - дубове листя (№506; 24 червня 1944)
- Нагрудний знак «За поранення» в чорному (1944) — за поранення, отримане 1 лютого 1944 року.
- Авіаційна планка штурмовика в золоті з підвіскою «1200»